# Lupuspresse
Die Lupuspresse war eine Offizin in Köln zum Druck von Einzelblättern oder Büchern, die überwiegend in deutscher Sprache erschienen. Teilweise sind die Drucke mit der Adresse „vur sent Lupus“ oder „by sent Lupus“ gekennzeichnet, nur wenige tragen den Namen des Druckers. Der erste bekannte Drucker dieser Werkstatt war Arnt von Aich, der, wie sein Name verrät, ursprünglich aus Aachen stammte. Die Druckerei befand sich in der Trankgasse bei der Kirche St. Lupus.

## Geschichte
Es sind nur wenige Drucke aus dieser Werkstatt bekannt. Arnt von Aich war in den Jahren 1510 bis 1526 dort als Drucker aktiv. Drei der Bücher enthalten seinen Namen, während die übrigen nur über die Adresse zugeordnet werden können. Von Aich war mit Ytgin (Ida) verheiratet, mit der er mindestens fünf Kinder hatte. Ytgins Eltern, Theoderica und Johann Grutter waren Miteigentümer des Hauses „zum Irrgang“ in der Schildergasse. Aus einer Urkunde über die Teilungsverhandlung dieses Hauses, die am 28. Juni 1530 erfolgte, geht hervor, dass von Aich zu diesem Zeitpunkt bereits verstorben war. Seine Witwe führte die Druckerei bis zu ihrem Tod fort. Unterstützt wurde sie dabei durch ihren Schwiegersohn Laurenz van der Mülen (auch Moelen oder Mullen), der mit ihrer Tochter Caecilia vermählt war und die Druckerei seit 1526 leitete. Anfang 1553 übersiedelte er nach Bonn und arbeitete für den lutherisch gesinnten Erzbischof Hermann von Wied. Seiner Frau Caecilia, die sich noch bis zur Mitte des Jahres in Köln aufhielt, um die Werke ihres Mannes feilzubieten, wurde vom Rat der Stadt aufgefordert ihrem Manne nach Bonn zu folgen. Ytgins Besitz wurden am 23. April 1541 an die fünf überlebenden Kinder übertragen. Vier der Kinder wurden in der Urkunde namentlich erwähnt. Der Sohn Johann von Aich (auch Johannes Aquensis oder Jan van Ach), arbeitete nachweislich von 1539 bis 1546 als Drucker und war mit Katharina von Neuß verheiratet. Der gemeinsame Sohn soll die Druckerei nicht fortgeführt haben. Die Druckerei stand aufgrund der Verbreitung ketzerischer Bücher, die das Luthertum unterstützten im Konflikt mit dem Rat der Stadt Köln. Ytgen von Aich wurde 1534 „wegen der Unterstützung der lutherischen Sache in den Turm geworfen“ und kam gegen Kaution 14 Tage später wieder frei. Der Rat verhinderte im Jahr 1549 den Druck einer englischen Bibel in der Offizin des Johann von Aich. Als Laurenz von der Mülen um 1550 aus Bonn vertrieben nach Köln zurückkehrte, wurde er im Dezember vom Rat der Stadt zur Fahndung ausgeschrieben, um ihn in den Turm sperren zu lassen. 1552 kam es erneut zu einem Konflikt zwischen dem Drucker und den Stadtrat. Bekannt ist weiterhin ein Heinrich von Aich, der von 1565 bis 1577 als Drucker tätig war und nahe dem St. Mariengarten-Kloster wohnte. Er könnte der Sohn von Johannes von Aichs gewesen sein, hatte seine Werkstatt jedoch nicht bei St. Lupus, sondern druckte in der vermutlich von Laurenz van der Mülen gegründeten Werkstatt bei St. Mariengarten. Um 1578 siedelte er nach Würzburg um, wo er zum Hofbuchdrucker ernannt und 1582 auch Universitätsbuchdrucker wurde. Ein weiterer Schwiegersohn Arnt von Aichs war der Buchdrucker Caspar Vopelius, der mit Enge von Aich verheiratet war.

## Besondere Merkmale
Die Drucke der Lupuspresse weisen oftmals Holzschnitte auf, wobei diese zumeist nur das Titelblatt zieren. Teilweise finden sich Holzschnitte auch innerhalb der Texte. Die Werke waren inhaltlich sehr stark an populären, volkssprachlichen Stoffen ausgerichtet, so dass den Illustrationen eine wichtige Funktion zukam. Qualitativ hochwertige Holzschnitte finden sich in einer Ausgabe des Boychelgyns der ewyger selicheit von Anton Woensam aus dem Jahr 1526. Eine Illustration des „Wappens von Köln“ trägt das Druckerzeichen Arnt von Aichs. Es ist eingerahmt in Randleisten, die dieser bereits seit 1513 oder 1514 häufig verwendete. Er setzte sie für neue Titelblätter immer wieder in unterschiedlicher Anordnung zusammen. Später kamen Bildinitialen als Randverzierungen in den Vordergrund. Das Angebot reichte über Werke wie das Lied von Herzog Ernst, die Sieben weisen Meister, die Historie von Kaiser Octavian oder das Volksbuch von Kaiser Barbarossa bis hin zu kleineren medizinischen Schriften wie das Chirurgiebüchlein, das Hebammenbuch und die Chirurgia parva. Des Weiteren wurden mehrere „Zeitungen“ veröffentlicht, die beispielsweise über kriegerische Ereignisse in Italien und auf dem Balkan berichteten oder über Naturkatastrophen, wie das Erdbeben, das sich 1522 auf den Azoren ereignete.

## Druckwerke (Auswahl)
Arnt von Aich
- Dit synt die XV andechtige gebeden der hilgen Frouwen sent Brigitten van dem bitteren lyden uns heren Jesu Christi. Köln (Mit Angabe tzo Cöllen, vm sent Lupus by myr Arnt van Aich).
- Das Liederbuch des Arnt von Aich. Köln um 1510.
- 75 Hubscher Lieder myt Discant, Alt, Bas und Tenor. Köln um 1518.
- Trierer Aderlasskalender. Köln um 1518 (Einblattdruck).
- Eucharius Rößlin: Der Swangern frawen vnd Hebammen Rosegarten. Köln um 1518 (digital.staatsbibliothek-berlin.de – Unfirmierter Druck von Arnd von Aich in Köln).

Laurenz van der Mülen
- Die Passio unsers Herrn Jesu Christi, uss den vier Euangclisten, mit der glosen der heylligen Doctrinen. Köln 1520, 1542.

Johann von Aich alias Joannes Aquensis
- Johannes Caesarius: Rhetorica Ioannis Caesarii in septem libros siue tractatus, digesta, uniuersam fere eius artis uim compendio complecte[n]s nunc primum & excusa, et edita. Prope diuum Lupum, Köln 1534.
- Eyn wunderbärlich und felgjame hiltory vann Dyll Ulnjpegel. 1539.
- Sibillen wyssagunge[n] van viel wunderbarer tzokunfft, van anfang bisz tzöm ende der werlt sagende. Köln 1540.
- Der Spiegel der Wiss. Köln.[5]
- Absolutissimae in Hebraicam linguam institutiones accuratissime in usum studiosæ iuuentutis conscriptæ  Adamus Orpheldius, Köln 1553 (hebräische Grammatik, Orpheldius hatte Katharina, die Witwe von Johann von Aich, geheiratet).

Heinrich von Aich alias Henricus Aquensis
Er druckte vermutlich nicht mehr in der Werkstatt bei St. Lupus, die wohl um 1555 aufgegeben wurde.
- Catechismus ex decretis concilii Trident. Köln 1567 (books.google.de).